# Anders Bratt (folkskollärare)
Anders Johan Bratt, född den 21 augusti 1892 i Väne-Åsaka socken, död den 1 oktober 1940 i Hjärtums socken, var en svensk folkskollärare och författare. Signaturer: Mac Julian, A—rs B—tt, A. B—tt och A. B.. 

## Biografi
Föräldrar var lantbrukaren Carl Bratt och Maria Andersson. Bratt började arbeta som femtonåring i olika yrken, bland annat vid tegelbruk och väganläggningar. Han kom emellertid 1918 in vid folkskollärarseminariet i Karlstad och avlade 1922 folkskollärarexamen där. Från höstterminen 1922 fick han ett vikariat i Väne-Åsaka och sedan 1925 var han ordinarie lärare vid Intagans folkskola i Åkerström. 
Redan under tiden som kroppsarbetare skrev Bratt två diktsamlingar och därefter ytterligare två. Dikternas motiv är främst hämtade från hembygden, hemmet och den döda hustrun. Han har dessutom medarbetat i flera tidningar, såväl lokala som rikstidningar.